# Jules Buysse
Jules Buysse, nacido el 13 de agosto de 1901 en Wontergem y fallecido el 31 de diciembre de 1950 en la misma ciudad, fue un ciclista belga. Profesional de 1925 a 1932, ganó la primera etapa del Tour de Francia 1926 llevando durante dos días el maillot amarillo. Su hermano Lucien ganó ese año la prueba. Sus hermanos Marcel y Cyriel han sido también ciclistas profesionales, lo mismo que sus sobrinos Marcel, Norbert y Albert.

## Palmarés
1926
- 1 etapa del Tour de Francia

## Resultados en las grandes vueltas

### Tour de Francia
- 1925 : 15.º
- 1926 : 9.º, ganador de una etapa
- 1932 : 40.º